# Linda Pini
Linda Pini, pseudonimo di Gerlinda Filippini (Milano, 2 novembre 1896 – Roma, 27 ottobre 1971), è stata un'attrice italiana.

## Biografia
Milanese residente nel quartiere di Isola, debuttò nel cinema a vent'anni per iniziativa di Soava Gallone che la incontrò mentre lavorava in un negozio di mode. Con il nome di Tilde Pini prese parte al primo film Cavalleria rusticana, interpretando il ruolo di Santuzza.

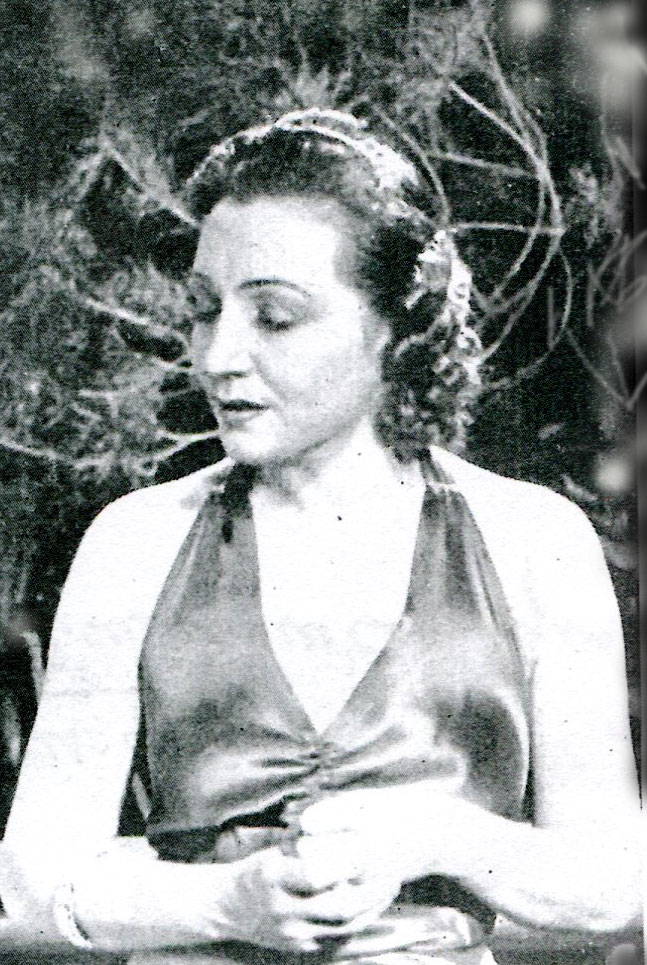
Linda Pini in Fuochi di artificio (1938)

Negli anni successivi passa ad altre Case di produzione, tra cui la Silentium, dove incontra il regista Guglielmo Zorzi, che la dirigerà in numerose pellicole. Alla Electa di Torino partecipa a film diretti da Bonnard. È anche presente in film prodotti dalla Medusa e dalla Fert. La sua attività era caratterizzata da uno stile molto espressivo, femminile e realista, in contrasto con il gusto recitativo dannunziano in voga negli anni venti e trenta.
Nel 1925, quando la produzione cinematografica italiana è di fatto bloccata da una crisi profonda iniziata nel dopoguerra, la Pini abbandona lo schermo.
Tra la fine degli anni venti e durante gli anni trenta collabora con Giovanni D'Anzi che è pianista a Milano al Pavillon Doré, night club all'interno del Trianon, caffè concerto dove si tenevano riviste e si esibivano canzonettisti esordienti e di fama e frequentato anche da Benito Mussolini quando ancora era un semplice giornalista. Sarà lei che qui canterà per la prima volta, una sera dell'agosto 1935, O mia bèla Madonina, composta la notte prima da Giovanni D'Anzi proprio al Pavillon.
Nel 1939, quando ormai il cinema è passato al sonoro, lascia il Trianon e interpreta Fuochi di artificio, per la regia di Gennaro Righelli, dove verrà accreditata nei titoli di testa come Gery Land, fatto singolare per un periodo in cui era forte la contrarietà verso nomi e parole stranieri. Questa seconda parte della sua carriera durerà tuttavia poco, interrotta dallo scoppio della seconda guerra mondiale, e resta incerta l'attribuzione di una seconda pellicola.
Dopo la fine della guerra, non risultano altri film interpretati dalla Pini. Sarà invece attiva nel teatro, partecipando nella stagione 1948 - 49 alla rivista di Alfredo Polacci ne Il cielo é tornato sereno, con Renato Rascel.  Nel 1950 il suo ritiro definitivo. Muore a Roma il 27 ottobre 1971; riposa al cimitero del Verano.

## Filmografia

### Cinema muto
- Cavalleria rusticana, regia di Ubaldo Maria Del Colle (1916)
- Zingari, regia di Ubaldo Maria Del Colle e Mario Gargiulo (1916)
- La fiaccola sotto il moggio, regia di Eleuterio Rodolfi (1916)
- L'illusione, regia di Guglielmo Zorzi (1917)
- La storia di una capinera, regia di Giuseppe Sterni (1917)
- La suonatrice d'arpa, regia di Mario Ceccatelli (1917)
- La nemica, regia di Ivo Illuminati (1917)
- La felicità, regia di Guglielmo Zorzi (1917)
- Passa la ruina, regia di Mario Bonnard (1917)
- La capanna dello zio Tom, regia di Riccardo Tolentino (1918)
- Il rifugio dell'alba, regia di Mario Bonnard (1918)
- La cicala, regia di Guglielmo Zorzi (1919)
- La maschera di Venere, regia di Telemaco Ruggeri (1919)
- Elevazione, regia di Telemaco Ruggeri (1920)
- Themis, regia di Gaston Ravel (1920)
- I dannati, regia di Jacques Creusy (1920)
- Madonna errante, regia di Gaston Revel (1920)

- I disonesti, regia di Giuseppe Sterni (1921)
- Favilla, regia di Ivo Illuminati (1921)
- L'estranea, regia di Achille Consalvi (1922)
- La danzatrice russa, regia di Baldassarre Negroni (1922)
- La leggenda delle Dolomiti, regia di Guglielmo Zorzi (1923)
- Povere bimbe, regia di Giovanni Pastrone (1923)
- Il paese della paura, regia di Alfredo De Antoni (1924)
- Fronda d'ulivo, regia di Alfredo De Antoni (1924)
- Il cammino delle stelle, regia di Guglielmo Zorzi (1924)
- La via del dolore, regia di Guglielmo Zorzi (1924)
- La freccia nel cuore, regia di Amleto Palermi (1924)
- Voglio tradire mio marito, regia di Mario Camerini (1925)

### Cinema sonoro
- Fuochi d'artificio, regia di Gennaro Righelli (1938)
- La zia di Carlo, regia di Alfredo Guarini (1943)[3]